# Congomochtherus oldroydi
Congomochtherus oldroydi är en tvåvingeart som beskrevs av Jason Gilbert Hayden Londt och Tsacas 1987. Congomochtherus oldroydi ingår i släktet Congomochtherus och familjen rovflugor.
Artens utbredningsområde är Kenya. Inga underarter finns listade i Catalogue of Life.